# Eulaliopsis sykesii
Eulaliopsis sykesii là một loài thực vật có hoa trong họ Hòa thảo. Loài này được Bor mô tả khoa học đầu tiên năm 1957 publ. 1958.